# Dagen (1803-1843)
 For alternative betydninger, se Dagen. (Se også artikler, som begynder med Dagen)
Dagen var en dansk avis der udkom 1803-1843.
Avisen blev grundlagt af bogtrykkeren og forlæggeren Klaus Henrik Seidelin. Trods at han var idømt livsvarig censur ifølge Trykkefrihedsforordningen af 1799 som følge af tidligere udgivelser, kunne han stadig fungere som udgiver. På grund af hans senere gode opførsel lykkedes det ham endda at opnå, som en af datidens få aviser, at få tilladelse til at bringe udenlandske politiske nyheder i avisen. Ved hans død i 1811 overgik hans avisprivilegier til hans enke, som overdrog dem i december 1812 til bogtrykkersvendene og brødrene Peter og Niels Rostock. Fra 1817 ejedes privilegiet af søsteren Birgitte Møller samt af enkefru Rostock. I perioden 1824-1841 udgaves avisen af krigsassessor August Rostock. Med støtte fra kongen drev redaktøren Fribert avisen fra 1842, men han flygtede i 1843 på grund af gæld og avisen gik ind.
Blandt avisens skribenter var Tivolis grundlægger Georg Carstensen, filosoffen Frederik Christian Sibbern og Ove Thomsen.
Avisen havde på sit højeste (1835) 3900 abonnenter, og var allerede fra 1820'erne Danmarks største avis.
Fra 6. september 1839 udkom ugentligt som et tillæg Søndagen til avisen, hvilket fortsattes til 1843.

## Redaktører
- Klaus Henrik Seidelin 1803-1811 (senere hjulpet af stedsønnen J.A. Schønberg)
- Knud Lyne Rahbek 6. april 1811 – 1814
- Brødrene Rostock 1. juli 1814 – 1816
- Prof. dr. phil Niels Hofman Sevel Bloch 11. marts 1816 – 1817
- Justitsråd Didrich Didrichsen 13. september 1817 – 1821
- Prof. Frederik Thaarup 18. februar 1822 – 1835
- Thomas Overskou 1. januar 1836 – 1838
- Thorleifur Guðmundsson Repp 1. juni 1838 – november 1838
- Frederik Christian Hillerup December 1838
- Adolph Engelbert Boye 1839
- Tyge Alexander Becker 1. januar 1840 – juli 1840
- Hans Peter Christian Hansen (kaldet "Comet") 15. juni 1840 – December 1840
- Lars Jc. Fribert 1. januar 1841 – 1843

## Ekstern henvisning
- Digitaliserede udgaver af Dagen (1803-1843) i Mediestream
- Læs om Dagen i opslagsværket "De Danske Aviser"